# 拉莫乡
拉莫乡，是中华人民共和国四川省凉山彝族自治州甘洛县曾经下辖的一个乡。2020年6月，撤销拉莫乡，将原拉莫乡所属行政区域划归斯觉镇管辖。

## 行政区划
拉莫乡撤销前下辖以下地区：
觉日村、尔库村、挖曲村、俄库村和马千莫村。